# Бернский франк
Бернский франк (нем. Franken) — денежная единица швейцарского кантона Берн в 1808—1850 годах. Франк = 10 батценов = 100 раппенов.

## История
Чеканка монет кантона в батценах начата в 1808 году, в раппенах — в 1809-м, во франках — в 1811-м, в дублонах — в 1819-м.
В 1816—1819 производилась надчеканка серебряных французских монет. На экю Людовика XV и Людовика XVI, а также на монеты в 6 ливров 1793—1794 годов наносились две надчеканки: «40 BZ» (40 батценов) и герб Берна.
В 1825 году в качестве торговой монеты чеканились золотые монеты в 4 дуката. Вес и проба монеты соответствовали аналогичным австрийским монетам.
В 30-х годах XIX века был начат выпуск банкнот.
Конституция Швейцарии, принятая в 1848 году, устанавливала исключительное право федерального правительства на чеканку монеты. К этому времени монеты кантона уже не выпускались, их чеканка была прекращена в 1836 году. 7 мая 1850 года был принят федеральный закон о чеканке монет, в том же году начата чеканка швейцарских монет.
Федеральный закон о выпуске и изъятии из обращения банкнот был принят только в 1881 году. В 1891 году внесены изменения в Конституцию Швейцарии, которые выпуск банкнот также передавали в ведение федерации. В 1905 году был принят закон о Национальном банке Швейцарии. Банк начал операции и выпуск банкнот в 1907 году. Выпуск банкнот банков кантона прекращён в 1910 году.

## Монеты и банкноты
Чеканились монеты:
- биллонные: 1, 2, 21⁄2, 5 раппенов, 1⁄2, 1 батцен;
- серебряные: 21⁄2, 5 батценов, 1, 2, 4 франка;
- золотые: 1 дублон, 4 дуката[2].

Выпускались банкноты во франках:
- Deposito-Cassa der Stadt Bern (основана в 1825, выпускала банкноты до 1867): 500 франков;
- Eidgenössische Bank (основан в 1862, выпускал банкноты до 1882): 50, 100, 500 франков;
- Kantonalbank von Bern (основан в 1833, выпускал банкноты до 1910): 20, 50, 100, 500, 1000 франков;
- Marcuard & Co (выпускал банкноты в 1830—1833): 50 франков.

Выпускали банкноты, номинированные в Fünffrankentaler:
- Deposito-Cassa der Stadt Bern (в 1832): 100 fünffrankentaler;
- Kantonalbank von Bern (в 1834, 1838 и 1847): 1, 10, 20, 100 fünffrankentaler[3].